# Zažigalna bomba
Zažigalna bomba je posebna vrsta letalske bombe, ki je namenjena požiganju/zažiganju sovražnikove žive sile in/ali opreme.
Zažigalne bombe delimo na:
- intenzivne (v celoti zgori na mestu, kjer je pristala; pri tem sprošča visoko temperaturo)
- razpršne (bomba eksplodira malo nad površjem in pri tem razprši zažigalno sredstvo po večji površini).

Kot polnitev se je in se uporablja:
- termit
- magnezij
- napalm A
- napalm B
- beli fosfor